# Seymour Duncan
Esta artículo es sobre la compañía. Para la persona, véase Seymour W. Duncan.
Seymour Duncan es una compañía estadounidense conocida por fabricar pastillas para guitarras y bajos eléctricos. También fabrican pedales de efectos, que son diseñados y ensamblados en Estados Unidos. El guitarrista y luthier Seymour W. Duncan y Cathy Carter Duncan fundaron la compañía en 1976, en Santa Bárbara, California. Comenzando su producción entre 1983 y 1984, las pastillas Seymour Duncan se equiparon en guitarras de la marca Kramer y hoy en día se pueden encontrar en instrumentos de Fender, Gibson, Yamaha, ESP, Ibanez guitars, Mayones, Jackson guitars, Schecter, DBZ Diamond, Framus, Washburn, entre otros.

## Historia

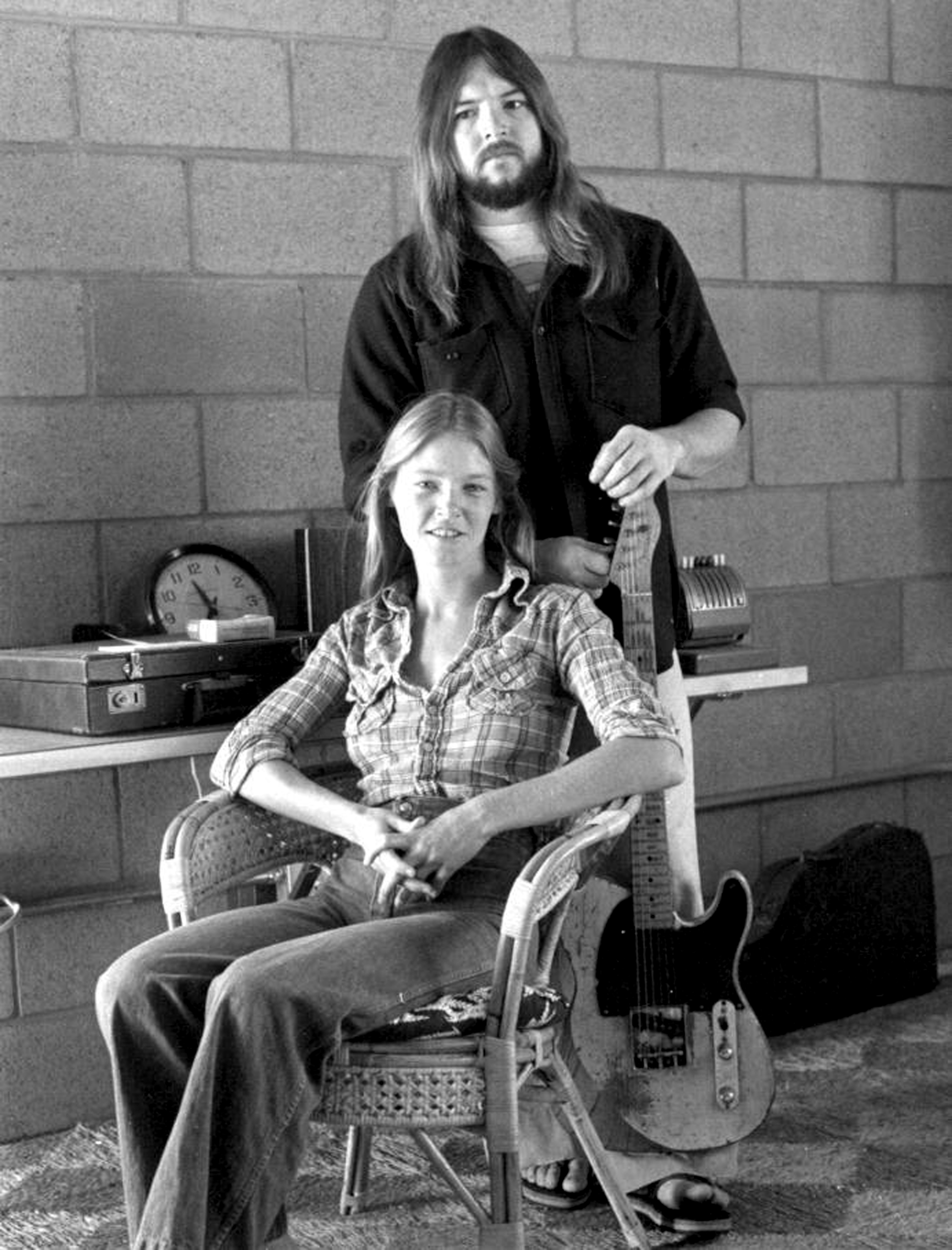
Seymour Duncan y Cathy Carter Duncan

Seymour W. Duncan se interesó en las guitarras a temprana edad, y tras prestar una guitarra a un amigo que accidentalmente rompió una pastilla, Seymour decide rebobinarla usando un tocadiscos para sujetar la pastilla y hacerla rotar mientras sujetaba un carrete de hilo de cobre que iba bobinando alrededor del imán. Nota entonces un cambio a mejor en el tono de la pastilla, lo que le lleva a investigar y aprender sobre el funcionamiento de las mismas. Tras adquirir habilidades trabajando con diferentes guitarras, Seymour consigue un empleo en Fender Soundhouse en Londres, donde comienza a trabajar con guitarras y pastillas de artistas como Jeff Beck, Eric Clapton, Jimi Hendrix o Jimmy Page. Se muda a California y conoce a Cathy Carter Duncan, con la que inicia un negocio de rebobinado de pastillas. Con el aumento en la demanda de sus servicios, Seymour y Cathy expanden el negocio ofreciendo sus propias pastillas para guitarras Stratocaster, Telecaster así como pastillas humbucker. Tras veinte años, tienen un amplio surtido de pastillas para guitarra eléctrica, acústica y bajo, así como accesorios para estos. En 2012 el nombre de Seymour Duncan fue añadido al Hall of Fame del magazine Vintage Guitar por su contribución a la industria de la música.

## Productos
La compañía produce un amplio surtido de pastillas para guitarras eléctricas, acústicas y bajos, en varios formatos que incluyen single coil, humbuckers, y P-90. Algunos de sus modelos más populares son la SH-1 '59, SHR-1 Hot Rails, SH-2 Jazz, SH-4 JB, y la SH-1PG Pearly Gates. Hacia 2013, la compañía comienza a producir pastillas para guitarras de 7 y 8 cuerdas con los modelos Nazgûl, Pegasus y Sentient. También comercializan una línea de pastillas activas en su serie Blackouts para guitarras de 6, 7 y 8 cuerdas así como en formato sencillo-coil. Aparte de la línea de productos fabricados en América, Seymour Duncan también produce una gama de pastillas fabricadas en Corea dirigidas a un mercado OEM para ser usadas en guitarras y bajos de gama media.

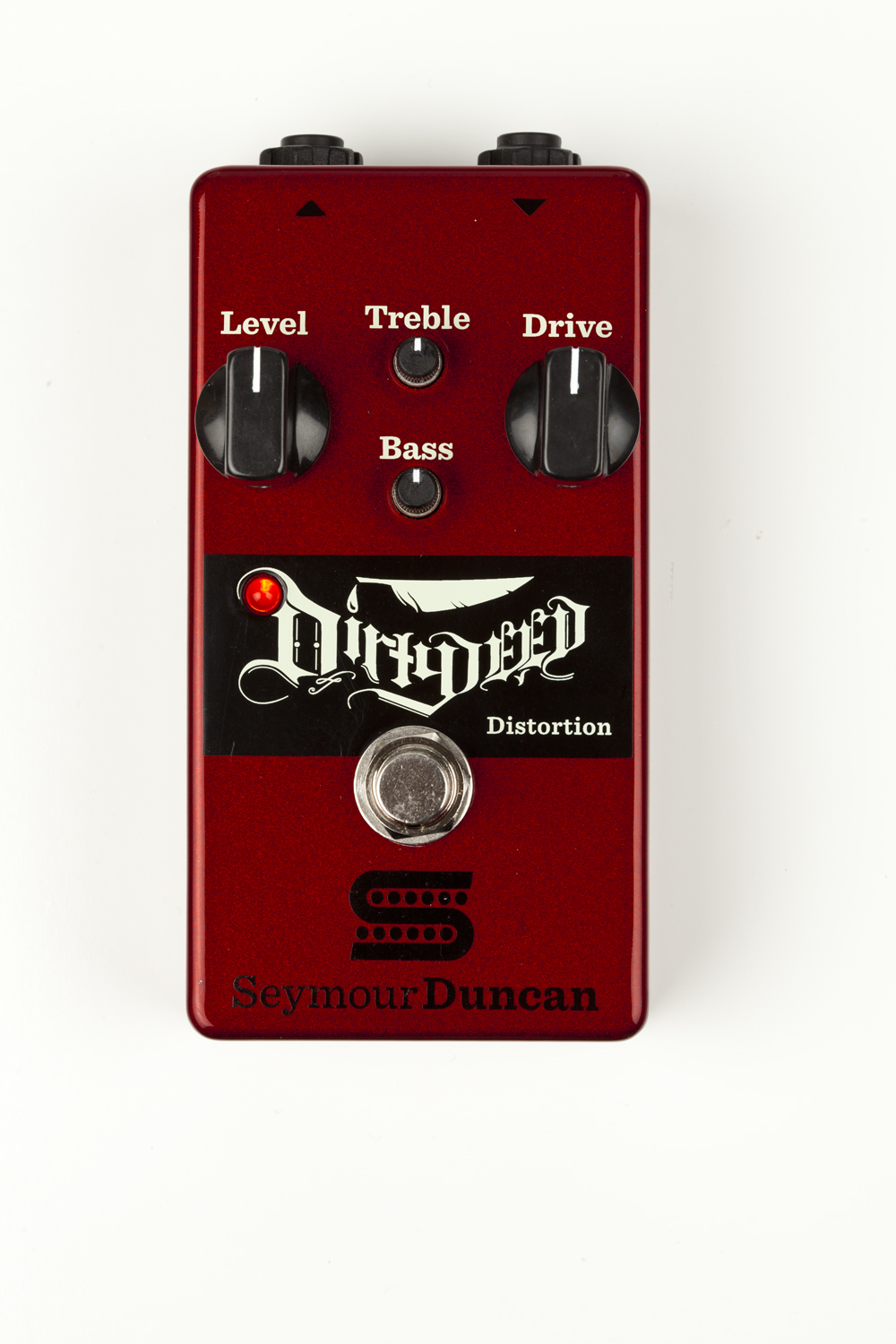
El pedal de distorsión Dirty Deed.

Seymour Duncan ha producido también pedales de efecto para guitarra, entre los que se incluye el pedal de distorsión Dirty Deed, presentado a finales de 2013, así como una pequeña gama de amplificadores que se comercializaron durante las décadas de los 80 y 90. Si bien su producción fue breve, debido a la baja reputación de la compañía en la fabricación de amplificadores, estos son respetados y buscados por muchos guitarristas hoy en día.
A lo largo de su existencia la compañía Seymour Duncan ha inventado numerosos productos y posee algunas patentes. Algunas de estas se refieren a diseños que cancelan el zumbido o ruido en pastillas single-coil, como la serie P-Rails de pastillas P-90 que proveen tonos single-coil y humbucker en una única pastilla.
Seymour Duncan fabrica modelos exclusivos para artistas como Slash, Gus G, Joe Bonamassa, Synyster Gates, Jerry Donahue, Yngwie Malmsteen, Mick Thomson, Warren DeMartini o Steve Harris y Jeff Loomis.

## Custom Shop

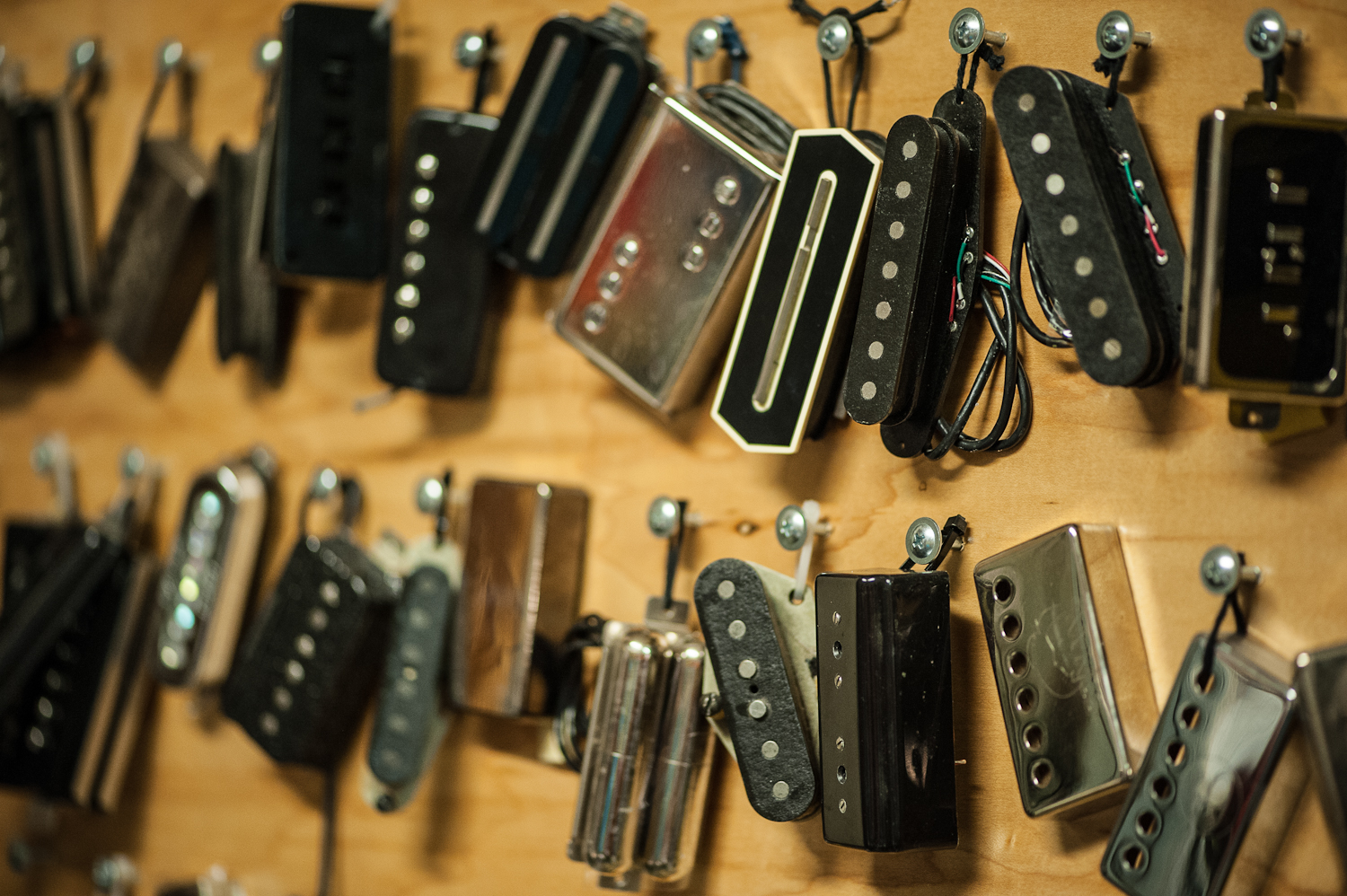
Pastillas Seymour Duncan

Seymour Duncan también mantiene un servicio por encargo (Custom Shop) que está activo desde 1976 y que fabrica pastillas para músicos que necesitan pastillas con características especiales y ofrece servicios de reparación. La persona encargada del área de Custom Shop es Maricela “MJ” Juárez, quien ha trabajado con incontables artistas que pertenecen a la marca Seymour Duncan; tales como Slash, Joe Bonamassa, Eddie Van Halen, Peter Frampton, Steve Harris, Dave Mustaine, Yngwie J. Malmsteen, etc. Maricela ha trabajado en Seymour Duncan desde la década de 1980 hasta la actualidad. Maricela es muy apreciada entre los artistas, considerada por ellos mismos como la “Queen Of Tone” dado al gran tono que logra conseguir para los diversos músicos que trabajan con ella. Ella menciona que no estaba en sus planes trabajar en dicha empresa, puesto que ella solamente acompañó a una amiga para que buscara trabajo. Posteriormente ella recibió una llamada telefónica que le hacía saber que ya estaba contratada, a lo que ella le sorprendió. Cuando entró a la oficina de Seymour Duncan; vio una fotografía de Seymour con Peter Frampton, a lo que MJ le preguntó si conocía a Peter, Seymour respondió que sí y fue cuando ella aceptó el trabajo con tal de conocer a Peter en persona, a la fecha ha trabajado incontables órdenes de Peter Frampton y de muchos otros músicos de gran renombre.

## Usuarios destacados
El primer artista para el que Seymour Duncan fabricó una pastilla exclusiva fue George Lynch de los grupos Dokken y Lynch Mob, para el que la empresa diseñó la pastilla SH-12 "Screamin' Demon".  Otro artista conocido por hacer uso de pastillas de Seymour Duncan, Dimebag Darrell, colaboró en el desarrollo de la pastilla signature SH-13 Dimebucker. Esta pastilla se ha usado en varios modelos de guitarras tributo al guitarristas producidas por Washburn Guitars y Dean Guitars, pero no se usaron en las propias guitarras de Darrell. 
Las pastillas Seymour Duncan Alnico II Pro (APH-1) son exclusividad del guitarrista de Guns N' Roses y Velvet Revolver Slash.
El modelo más vendido de Seymour Duncan es la pastilla humbucker SH-4 "JB", que proviene de una pastilla que Seymour fabricó a principios de los 70 para Jeff Beck. Beck usó las pastillas en su álbum "Blow By Blow" en una guitarra construida para él por el propio Seymour, denominada Tele-Gib, que montaba una pastilla JB pickup en la posición del puente y una pastilla "JM" o Jazz Model en el mástil. La pastilla JB nunca fue un modelo signature oficial, por lo que Seymour Duncan no puede hacer uso del nombre Jeff Beck.
Guitarristas de renombre que usan o han usado pastillas Seymour Duncan son, entre muchos otros, Adam Jones, Kurt Cobain, Billie Joe Armstrong de Green Day, Mark Hoppus y Tom DeLonge de blink 182, Randy Rhoads o Dave Mustaine, que posee su propio modelo signature de pastillas activas, llamado "Dave Mustaine Livewires".
```
"Seymour Duncan le había enviado a David Gilmour algunas pastillas que habían sido bobinadas a su medida", "En realidad se trata de un modelo único basado en la SSL-1, y todavía hoy sigue estando en la guitarra". Hoy esas pastillas Seymour Duncan las comercializa con el nombre de SSL-5.
```